# Gonow Dual Luck
Der Gonow Dual Luck (zu deutsch etwa so viel wie: Doppeltes Glück) ist ein Sports Utility Vehicle der chinesischen Automarke Gonow und wurde 2003 bis 2008 produziert.
Angeboten wurde der Dual Luck anfangs lediglich auf dem chinesischen Heimatmarkt. Exporte des Gonow Dual Luck in den Nahen Osten und nach Zentralamerika verhalfen der Marke für eine rasch steigende Beliebtheit. Dazu verhalf vor allem sein günstiger Preis für umgerechnet etwa 8.200 bis 12.500 US-Dollar und die umfangreiche Ausstattung. Als Standard wurde der Dual Luck mit MABS, Klimaanlage mit Pollenfilter, Zentralverriegelung, LCD-Monitor mit Rückfahrkamera, Lederausstattung, Fahrerairbag und elektronisch anklappbarer Außenrückspiegel.
Als Einsteigermotorisierung kam der 4JB1 von Zhejiang Kaiji Automobile Spare Parts Manufacture zum Einsatz. Dieser hatte eine Leistung von 51 kW bei einem Hubraum von 2779 cm³. Die Topmotorisierung stellte Gonow mit dem 4G64 aus dem Hause der Mitsubishi Motors. Dieser hatte einen Hubraum von 2351 cm³ und besaß eine Leistung von 84 kW. 2005 wurde dieser durch den 4G64 EFI ersetzt, welcher eine Leistung von 92 kW hatte.
Mit der Einstellung des veralteten Modells in China, verlagerte Gonow diesen in den Nahen Osten, wo in einigen dieser Länder der eigentliche Gonow GX6 nun unter diesem Namen montiert wird. Dabei handelt es sich aber nur um eine Faceliftversion, da dieses Modell noch auf der alten Dual-Luck-Plattform basiert und dieses Modell nach wie vor auch noch dieselben Maße wie dieser besitzt.